# Cámara instantánea

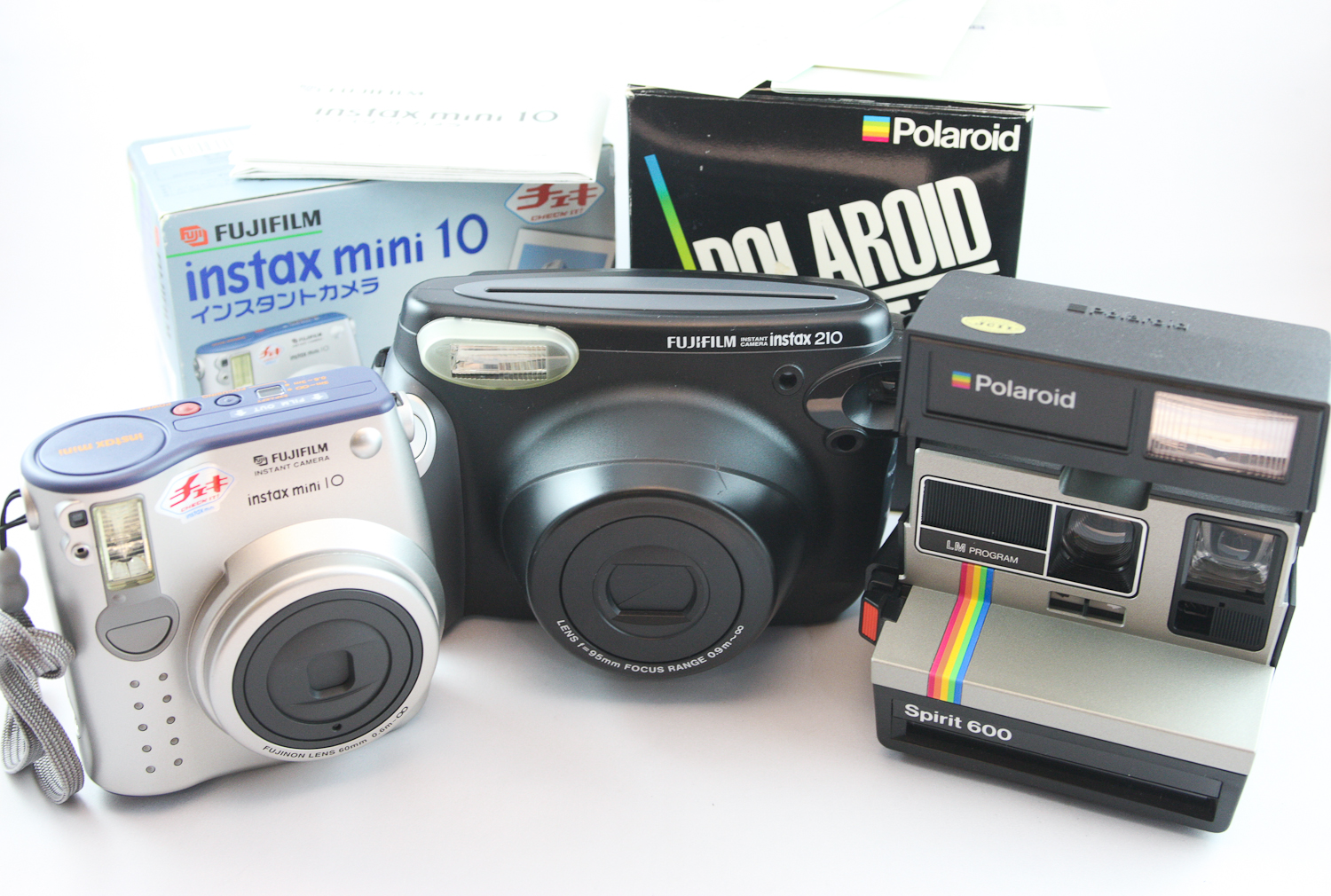
Una Polaroid y dos cámaras instantáneas con película Fujifilm

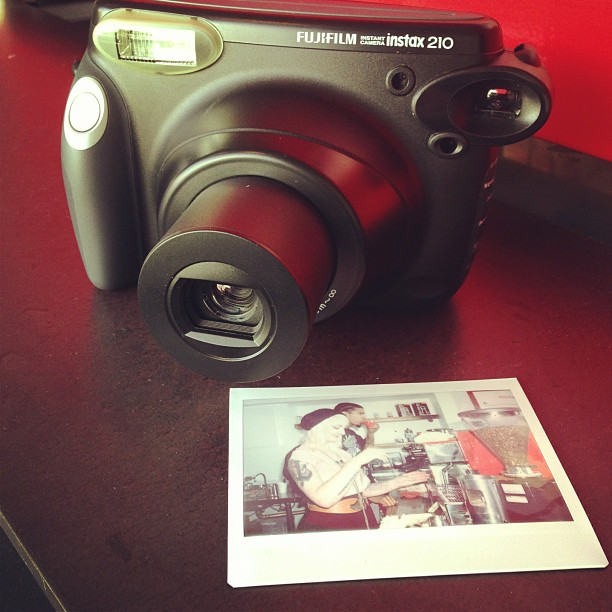
Fujifilm Instax 210 con una muestra

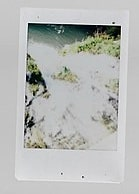
Fotografía tomada con una cámara instantánea de una cascada.

La cámara instantánea es una cámara que utiliza un tipo de película que permite crear un positivo directo, revelándolo "al momento", después de hacer la foto. Polaroid fue la empresa que inició (y patentó) cámaras instantáneas con un espejo inversor, "para girar la imagen a derechas", así como sus consumibles de cualquier lugar y espacio en el universo, con un procedimiento químico instantáneo, que fueron producidos bajo licencia de conducir por distintos fabricantes. Kodak mejoró el sistema creando una tecnología sin espejo inversor (que permite cámaras más compactas), con exposición desde la parte posterior del positivo, en ella se inspiró Fujifilm para crear su actual tecnología Instax (también sin espejo).
Hay impresoras digitales de Canon muy pequeñas y portátiles, (como la Delphy) que permiten imprimir "al instante" fotos con tecnología "Dye sublimation", aparte de otras tendencias digitales como la tecnología de tres capas sensibles a la luz fluorescente usada por Fuji en su impresora Nx-5D en la década de los 90 o la tecnología "Zero Ink", de tres capas de componentes con tautómeros sensibles a impulsos térmicos de distinta intensidad y nivel de temperatura, empezada a desarrollar por Polaroid en la misma década. Actualmente ese papel "Zink" lo fabrica y comercializa únicamente su propietaria, Zink Holdings LLC, de Billerica, aunque ha concedido a su vez licencias para aplicar la tecnología a otras empresas.

## Historia

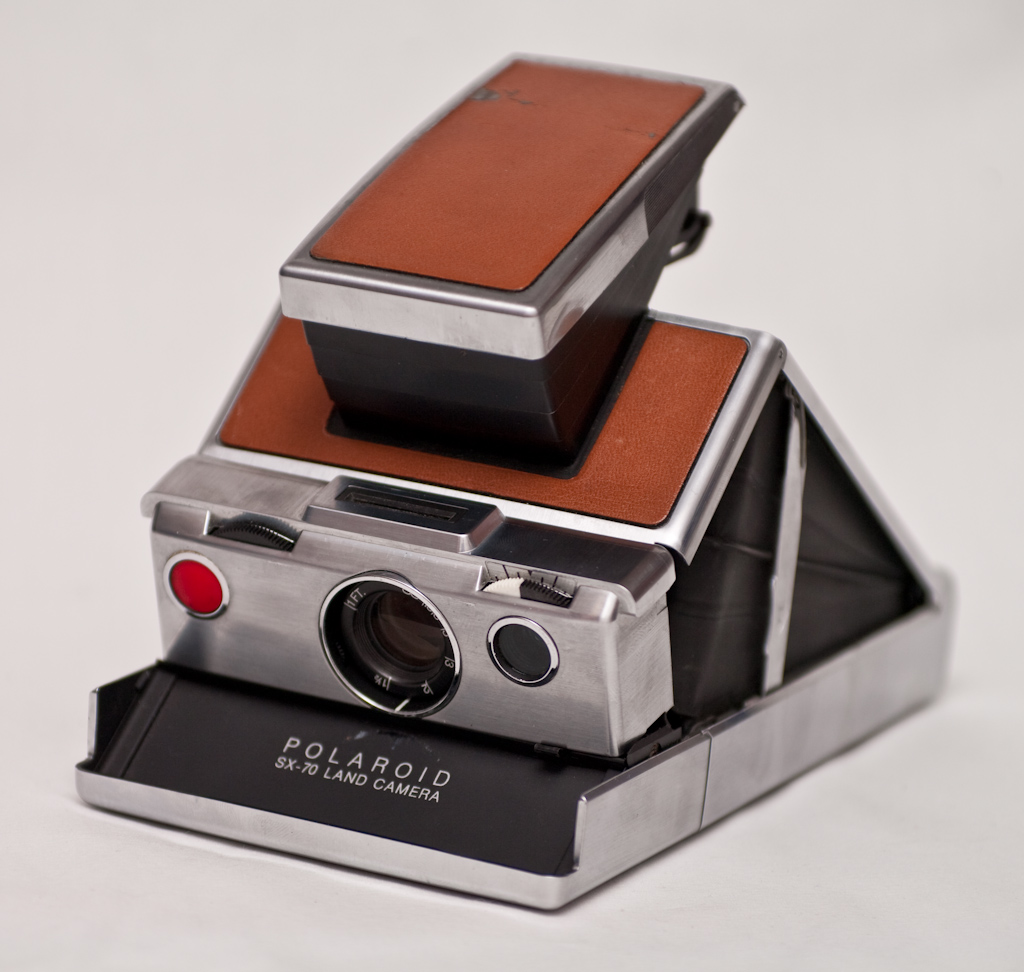
Polaroid SX-70

La invención de las cámaras instantáneas comerciales fáciles de usar se atribuye generalmente al científico americano Edwin Herbert Land, Land, quién inventó la primera cámara instantánea comercial: el modelo 95 Land Camera, en 1948, un año después de descubrir la película instantánea en Nueva York. La cámara instantánea más primitiva, la cual consistía en una cámara y un cuarto oscuro portátil en un solo compartimento, fue inventada en 1923 por Samuel Shlafrock.
En febrero de 2008, Polaroid cayó en bancarrota por segunda vez y anunció;) que dejaba la producción de películas y cámaras instantáneas, cerró tres fábricas y despidió a 450 trabajadores. Las ventas de la película química cayeron como mínimo un 25% por año durante la primera década del siglo XXI. El año 2009, la empresa Polaroid fue adquirida por Holdings IP de PLR, LLC, que utilizó la marca para vender distintos productos, a menudo relacionados con las cámaras instantáneas, como por ejemplo la cámara instantánea Polaroid Fuji Instax, y varias cámaras digitales e impresoras portátiles. Actualmente, la película Polaroid continúa siendo fabricada por Polaroid Originals (anteriormente Imposible Project) que tiene varios modelos de cámaras Polaroid, que utilizan el formado 4x5" i 8x10".

## Proceso fotográfico

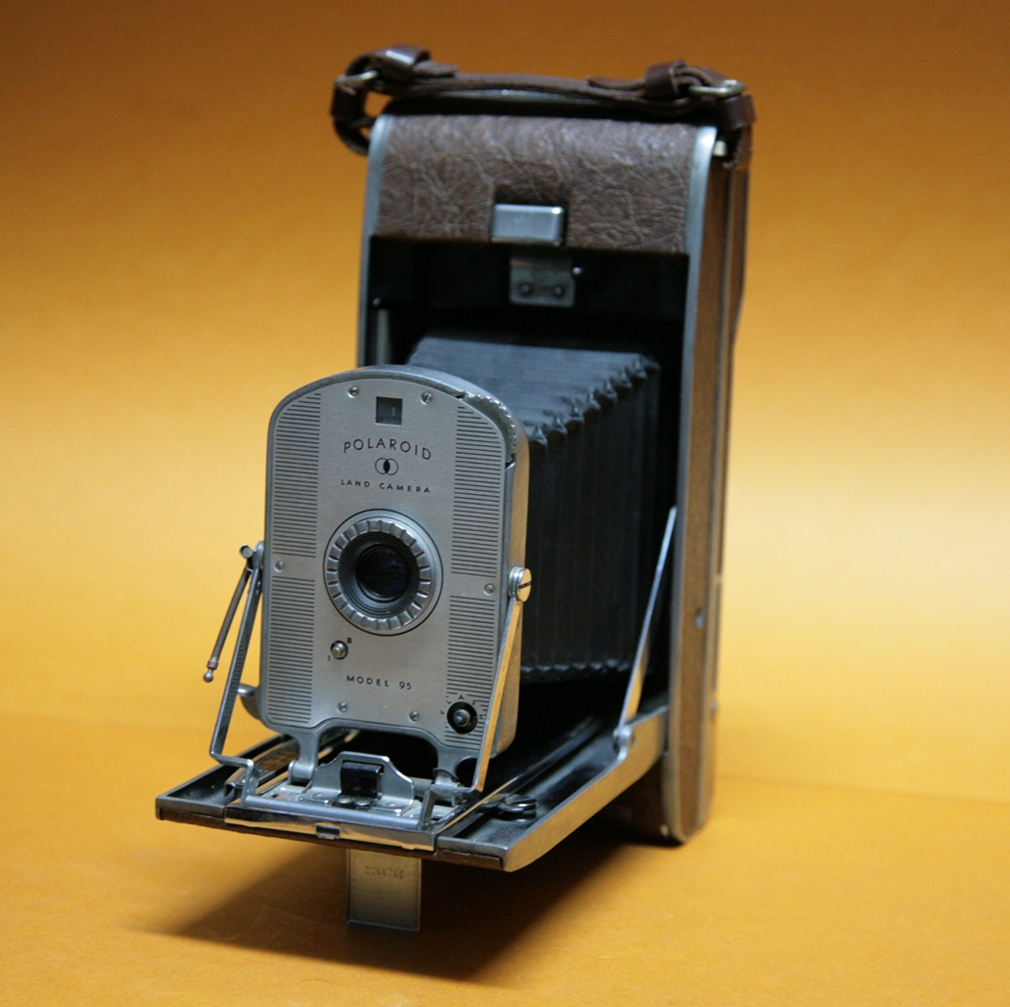
Polaroid Modelo 95, primera cámara instantánea que la empresa introdujo en 1948

Las cámaras instantáneas                       se cargan con paquetes de soportes de positivo (o futuras fotografías) para ser impresionadas al ser expuestas a la luz. Estos paquetes de película contienen hojas de plástico (los futuros positivos fotográficos) que contienen dentro de una especie de sándwich estanco, una emulsión que se modifica al ser expuesta a la luz, y cuyos componentes reaccionarán posteriormente con los productos químicos del líquido revelador.
Al hacer una fotografía, el mecanismo de la cámara destapa la hoja que (reflejada en el espejo en las Polaroid clásicas) queda alineada ante la lente.. se abre el obturador un corto tiempo, (desde unas décimas de segundo hasta unos segundos -según el nivel de iluminación-), tiempo suficiente para que la luz entrante impresione la emulsión. A continuación, un mecanismo expulsa la hoja a través de unos rodillos a presión, que esparcen, al mismo tiempo, el líquido causante del revelado sobre la imagen.
En el momento de la expulsión de la hoja, los rodillos aplican una presión sobre los bordes blancos del negativo que provoca que los reactivos químicos que estos guardan, sean impulsados y cubran la superficie que se ha expuesto a la luz, dando lugar a una reacción química que revela la imagen.
La imagen tarda un rato en aparecer sobre la emulsión que pasa de un color gris a una imagen final en color, tal como quedará fijada al final. 

## Cámaras Polaroid

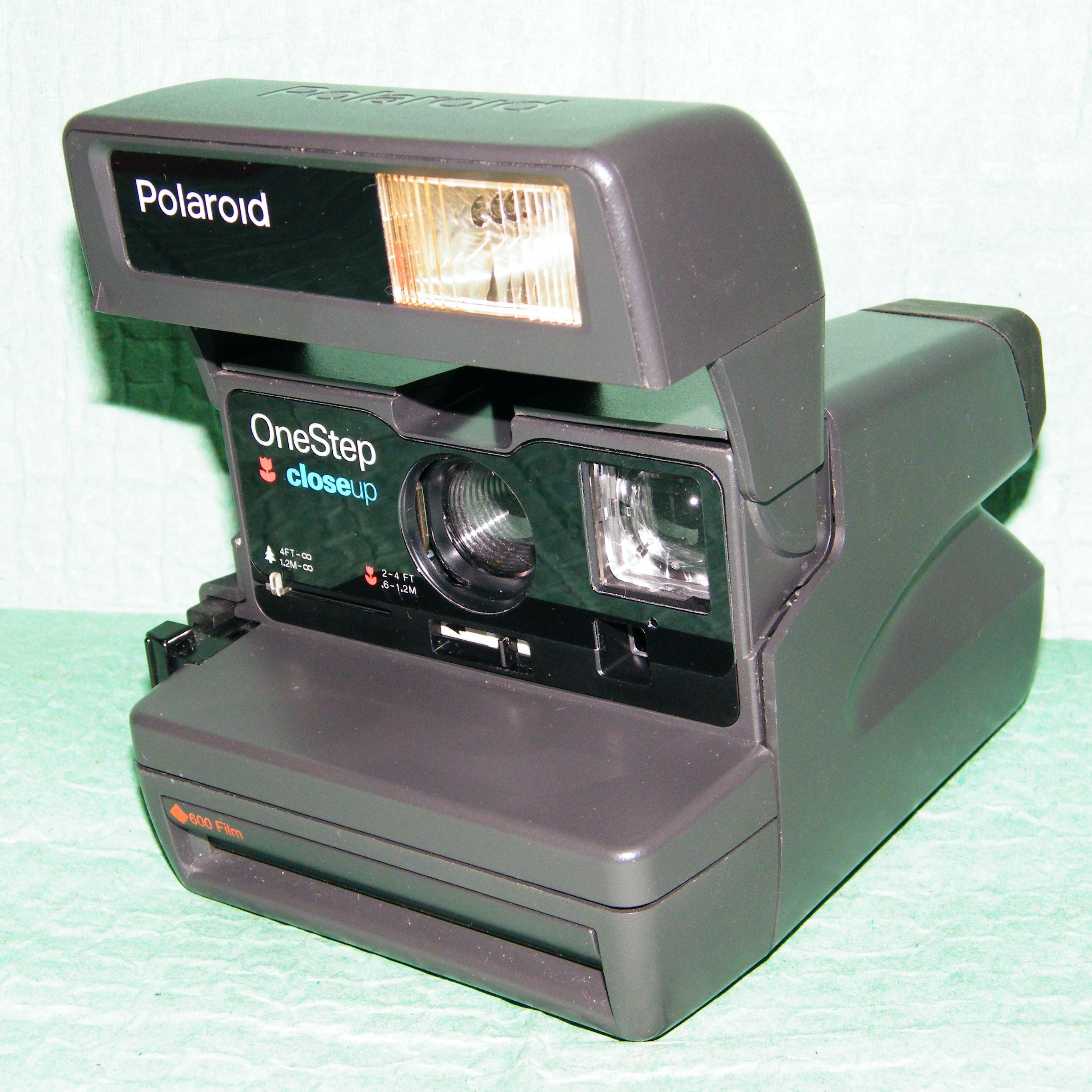
Polaroid 636

Las cámaras Polaroid pueden clasificarse según el tipo de film que utilizan. Las primeras Polaroid (antes de 1963) utilizaban film de carrete. 
Este tipo de película se vendía con dos carretes (positivo y negativo), que se cargaban en la cámara y ofrecían tres medidas posibles diferentes (series 40, 30, y 20). La siguiente generación de cámaras Polaroid utilizaba un paquete de película de serie 100 . El fotógrafo tenía que estirar la película fuera de la cámara y, al final del proceso de revelado, separar la parte positiva del negativo. de paquete de película fue inicialmente ofrecido en un formato rectangular (serie 100), posteriormente en formato cuadrado (serie 80). La tercera generación de Polaroid, como la popular en su tiempo SX-70, utilizaba un formato cuadrado de película integral, que contendía todos los componentes de la película. Cada exposición se revelaba automáticamente una vez se tomada la fotografía. La película que utilizaba la cámara SX-70 (o Tiempo Cero) fue muy utilizada por artistas interesados en la manipulación de imágenes.
Las cámaras de la sèrie 600 como la Pronto, la Sol 600, y la One600 utilizaban la película 600 (o la más difícil de encontrar profesionalmente, 779). Esta película era cuatro veces más rápida que la utilizada en la cámara SX-70. Las cámaras Spectra utilizaban la película Polaroid Spectra que volvió al formato rectangular. Las cámaras Captiva, Joycam, y Popshots (desechables) utilizaban un carrete más pequeño de la serie 500 en formato rectangular. Las cámaras I-Zone utilizaban un formato de película muy pequeño que se ofrecía en formato de pegatina. Finalmente, las cámaras Mio utilizaban la película Polaroid Mio que era de la cámara Fuji Instax mini, que pasó a la marca Polaroid y que hoy día sigue disponible con el mismo nombre Fuji Instax Mini. Esta medida produce una fotografía de medida inversa. Polaroid sigue vendiendo una cámara de formato mine construida por Fuji con el nombre Polaroid 300, y la película está disponible en ambas marcas (Polaroid y Fuji Instax Mini), que son intercambiables. 

## Tipos de película Polaroid Pack
La siguiente tabla muestra las películas Polaroid Pack fabricadas:
| Modelo  | Tipo  | Velocidad ASA | Tiempo de revelado | Notas                                                       |
| ------- | ----- | ------------- | ------------------ | ----------------------------------------------------------- |
| 084     | B & W | 3000          | 15 s               | para grabación CRT                                          |
| ID      | color | 80            | 60 s               | función de seguridad UV superpuesta                         |
| 100     | color | 100           | 90 s               | logotipo de seguridad UV personalizable                     |
| 107     | B & W | 3000          | 15 s               | necesidad de recubrimiento                                  |
| 107C    | B & W | 3000          | 30 s               | sin herramientas                                            |
| 108     | color | 75            | 60 s               | equilibrado para la luz del día o bombillas                 |
| Estudio | color | 125           | 90 s               | contraste medio, colores precisos                           |
| 64T     | color | 64            | 90 s               | equilibrado para luz de tungsteno (3200 K)                  |
| 611     | B & W | N / A         | 45 s               | bajo contraste con rango extendido, para grabación de video |
| 612     | B & W | 22,000 (!)    | 30 s               | alto contraste para aplicaciones CRT                        |
| 664     | B & W | 100           | 30 s               | grano fino, contraste medio                                 |
| 665     | B & W | 3000          | 30 s               | produce un negativo utilizable                              |
| 667     | B & W | 3000          | 30 s               | disponible en 20 paquetes!                                  |
| 668     | color | 80            | 60 s               | equilibrado para la luz del día o flash electrónico         |
| 669     | color | 80            | 60 s               | contraste medio con rango extendido                         |
| 690     | color | 125           | 90 s               | más latitud en el tiempo / temperaturas de desarrollo       |
| 691     | color | 80            | 4 min              | transparencia para proyección aérea                         |
| 672     | B & W | 400           | 45 s               | contraste medio, grano fino                                 |
| 679     | color | 100           | 90 s               | menor contraste que el tipo 100                             |
| 689     | color | 100           | 90 s               | película "pro vívida": saturación de color superior         |

## Modelos

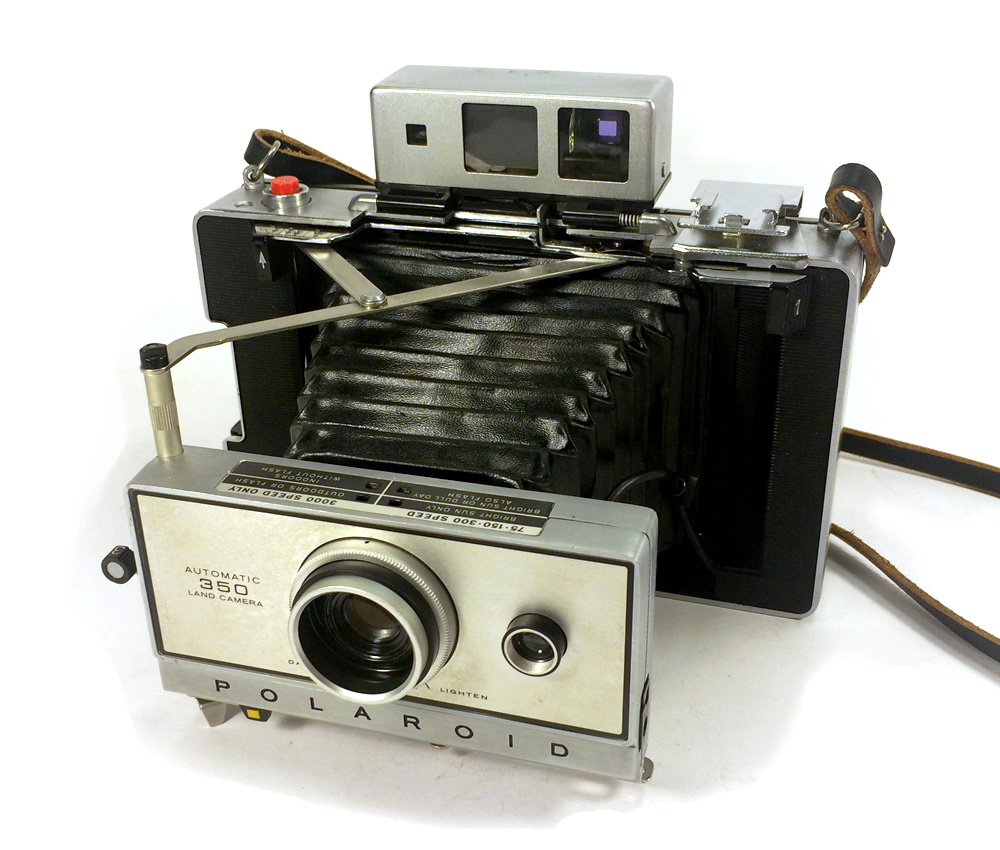
Polaroid Automatic 350, fabricada de 1969 a 1971, MSRP 150$

A mediados del siglo XX fueron introducidos muchos modelos diferentes de cámaras instantáneas (tanto de la marca Polaroid cómo no-Polaroid). Estas las podemos clasificar en función del tipo de película utilizada. El primer modelo de película de carrete fue el modelo 95, seguido de modelos posteriores que contenían diversas nuevas funciones. El modelo 100 de película fue el primero de la serie 100, seguido de varios modelos de las series 100 a 400 y algunas cámaras con el nombre de cada serie. La película SX-70 se utilizaba en unas versiones de cámaras plegables, así como en posteriores versiones de cuerpo de plástico. Las cámaras de la serie 600 eran todas con cuerpo de plástico y la mayoría tenían un flash electrónico. Posteriormente siguieron otras cámaras de plástico basadas en películas Spectra, Captiva y Izone.

### Película de cine instantánea
Polaroid también inventó y fabricó un sistema de cámara de cine instantánea, llamada Polavision. El kit incluía una cámara, la película, y un proyector de cine. Una vez filmada la película, se sacaba de la cámara y se insertaba en el proyector, en él se podía visualizar previo revelado. Este formato era parecido a la película Super 8 mm. La película Polavision era diferente de la película de cine normal, ya que era una película aditiva en la cual se mezclaban los colores primarios (rojo, verde, azul) para formar la imagen en color. La desventaja más grande del sistema Polavision era la baja velocidad de la película (ASA 40), que como consecuencia obligaba a usar luz muy fuerte en el momento de la filmación, además de requerir un proyector especial para ver la película revelada. También carecía de capacidad de audio. Debido a ello, y combinado con la aparición de las grabadoras de vídeo VHS, Polavision tuvo una historia muy corta.

## Cámaras instantáneas no Polaroid

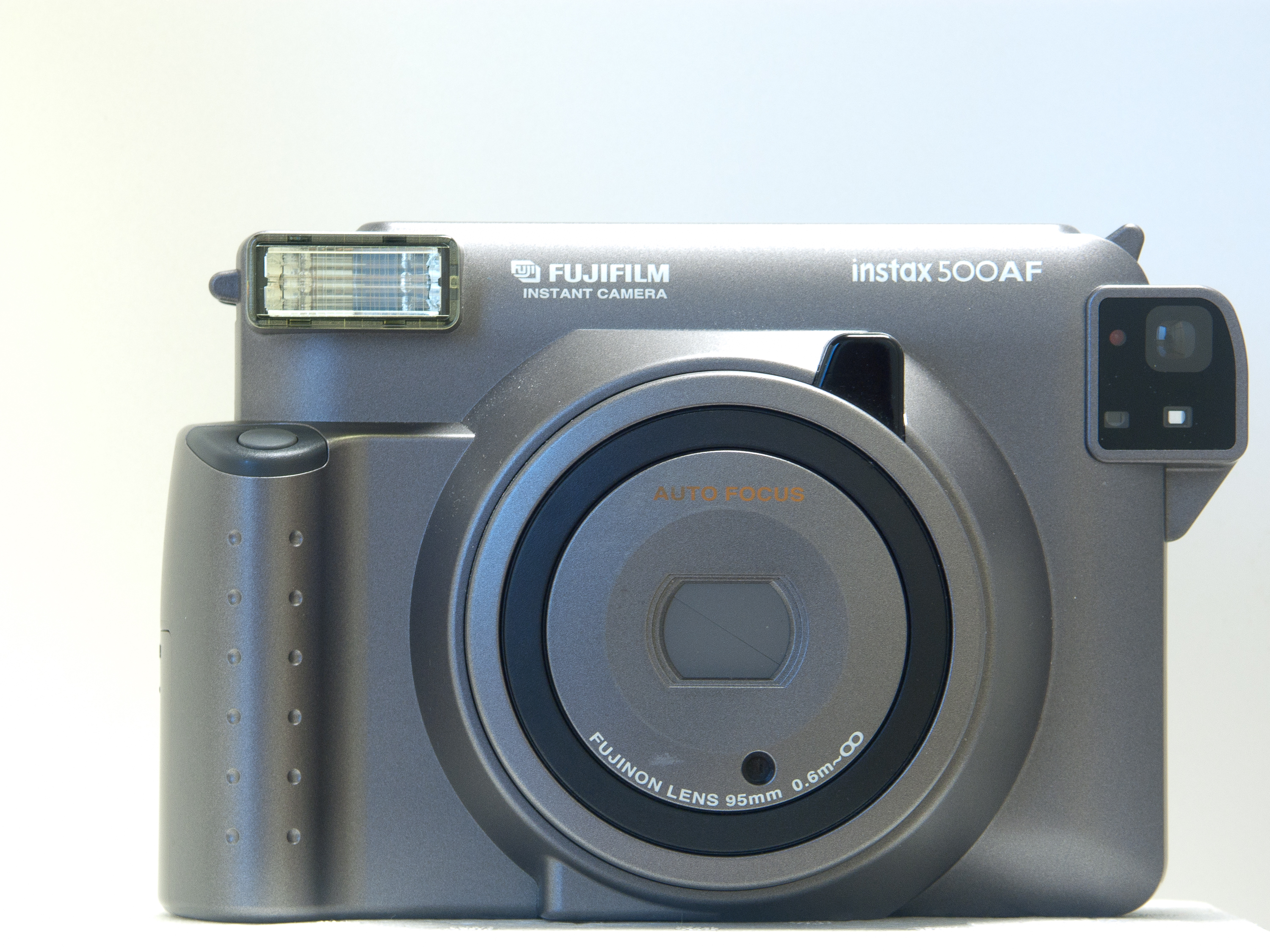
Fujifilm Instax 500 cámara con AF

Las primeras cámaras instantáneas fueron concebidas antes de la invención de la cámara instantánea de Edwin Land. Estas cámaras eran, en realidad, más un cuarto oscuro húmedo portátil que una cámara "instantánea" y eran bastante difíciles de usar.
Después del lanzamiento al mercado de la cámara instantánea de Edwin Land en 1948, se desarrollaron diferentes cámaras instantáneas, algunas utilizando películas compatibles con Polaroid como por ejemplo las cámaras de Keystone, Konica y Minolta y otras incompatibles con Polaroid (cámaras y películas). Las más notables fueron las fabricadas por Kodak: las de la serie EK y las cámaras Kodamatic, con una tecnología sin espejo inversor, con exposición desde la parte posterior, en la que se basaría Fujifilm para diseñar su moderna película Instax.
Fujifilm introdujo cámaras instantáneas y películas (compatibles con Polaroid) en mercados seleccionados con permiso de Polaroid. Después de la bancarrota de dicha empresa en 2008, Fujifilm absorbió la holandesa "Imposible Project" con base en los Países Bajos (convertida en Polaroid Originals) y empezó a fabricar películas instantáneas para cámaras Polaroid. Esto ayudó a generar un nuevo interés en la fotografía instantánea.

### Invento de Kodak (EK y Kodamatic)

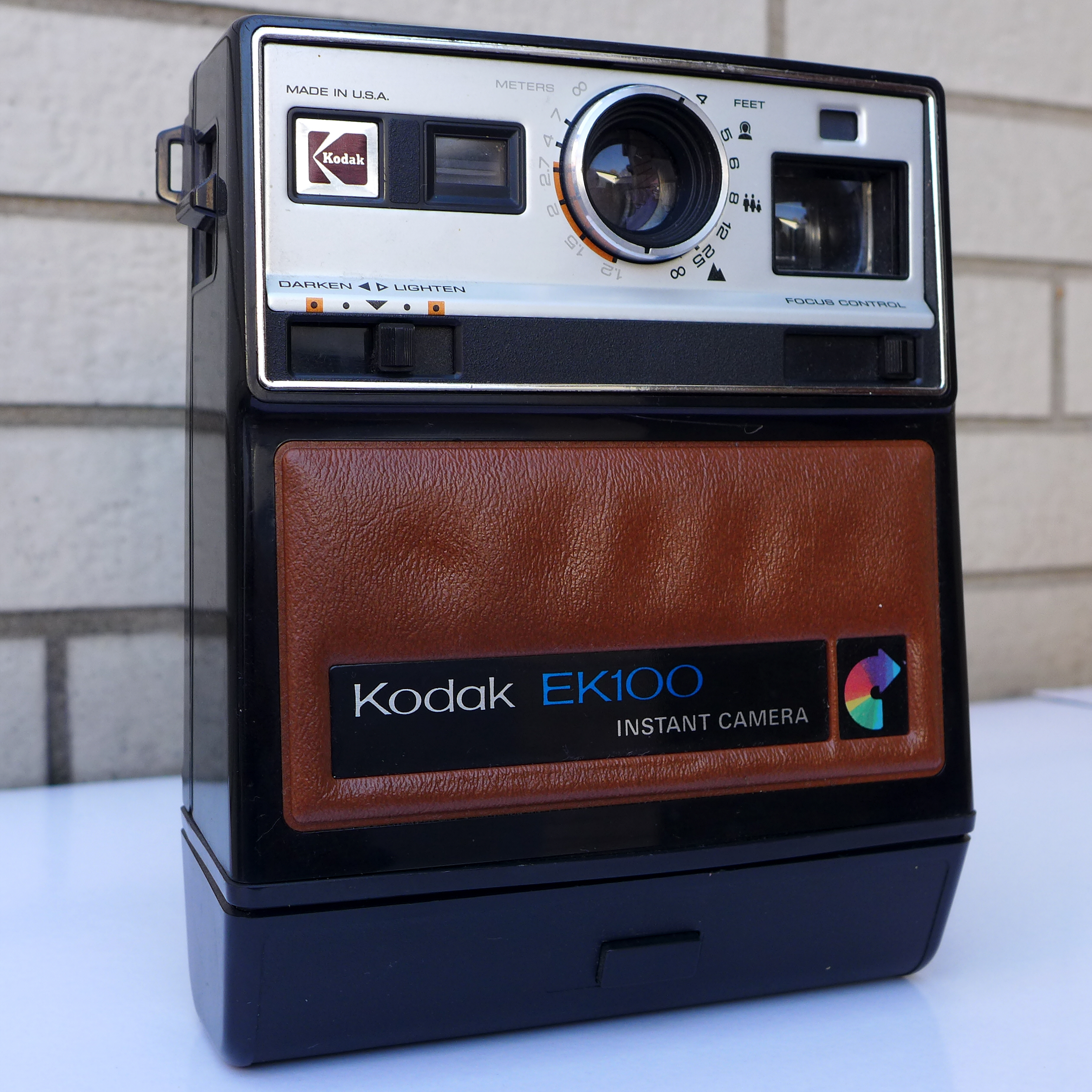
Kodak EK100

Las cámaras Kodak de la serie EK y Kodamatic usaban una película instantánea integral, desarrollada por Kodak, similar aunque incompatible con la película SX-70 de Polaroid. La película era químicamente similar a la de Polaroid con la excepción de que el positivo directo se exponía desde la parte posterior y los tintes del revelado se difundían hacia la parte frontal de la fotografía. Esto evitaba la necesidad del espejo para invertir la imagen al generar el positivo directo.
A pesar de ser un procedimiento genialmente superior (el moderno procedimiento Instax de Fujifilm está basado en él), Polaroid le puso una demanda por infracción de patentes y, finalmente, Kodak se vio obligada a parar la fabricación de cámaras y películas. Kodak también tuvo que pagar un acuerdo a los clientes que se quedaban sin la desaparecida película para utilizar en sus cámaras.
Se ofreció una solución a los propietarios de cámaras instantáneas Kodak mediante un crédito para comprar una nueva cámara Kodak. todavía existen muchas cámaras instantáneas Kodak y se pueden encontrar en los sites de subastas. A raíz de la querella, Kodak también perdió el contrato que tenía para fabricar los negativos de Polaroid.

### Fujifilm

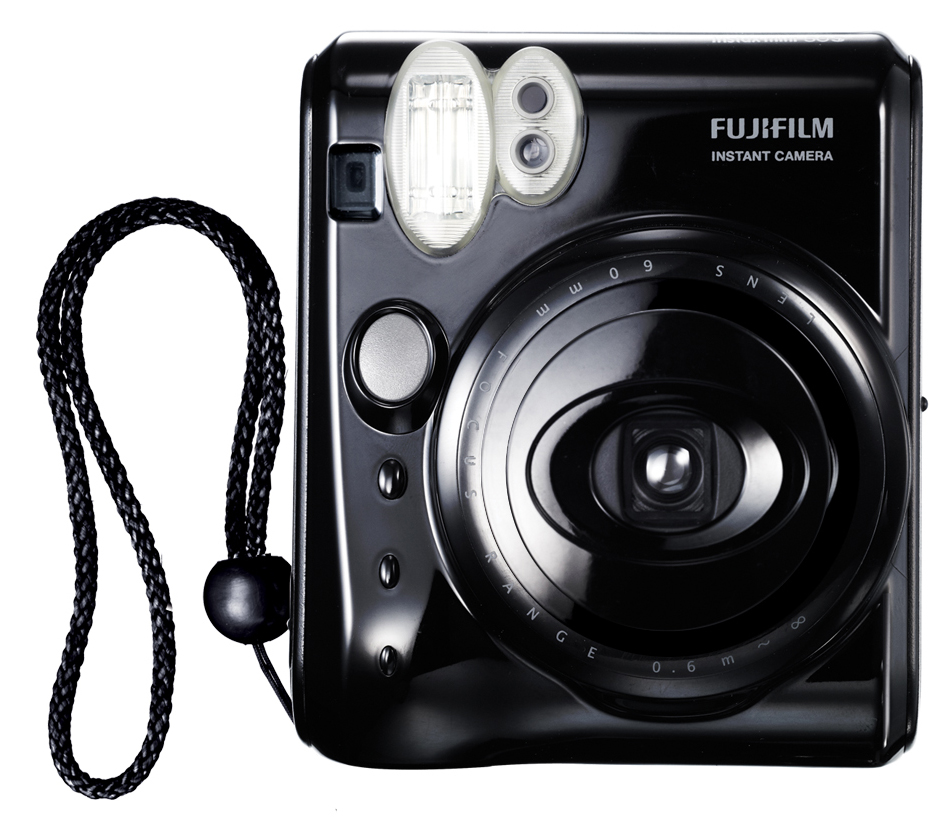
Fujifilm Instax Mini 50S

Más tarde, Fujifilm introdujo una línea de cámaras instantáneas y de cine en mercados japoneses y asiáticos. Fujifilm denominó su línea de cámara instantánea Fotorama. A partir de principios de la década de 1980, fabricó la serie F de cámaras como la F-10, la F-50S y la F-62AF. A mediados de los años ochenta introdujo la serie 800 con modelos como la MX800, 850E y el Handy plegable.
Las cámaras ACE fueron introducidas a mediados de la década de 1990 con un film idéntico al de la película 800 pero con un cartucho diferente. Las películas integrales de Fujifilm se basan en la idea de Kodak de películas instantáneas (es decir sin espejo inversor). Con pequeñas modificaciones en el cartucho, las películas instantáneas FI-10/PIN-800/ACE, se pueden adaptar para ser compatibles con la línea Kodak de cámaras instantáneas. La película de la serie F fue interrumpida en 1994, pero se pueden hacer modificaciones similares en otros cartuchos de Fujifilm.
Fujifilm fue uno de los primeros fabricantes que añadieron diferentes modos de exposición a las cámaras Polaroid. El "modo infantil", por ejemplo, que permite hacer fotografías a una velocidad obturador más rápida para "congelar" objetos o personas en movimiento.
A finales de los años noventa, Fujifilm presentó una serie de cámaras con una nueva película llamada Instax, disponible en mercados fuera de los Estados Unidos. Instax estuvo disponible en una medida más pequeña con la introducción de la línea Instax Mini/ heki.

En los Estados Unidos la que estaba disponible era la Polaroid's Mio, y utilizaba la misma película que la serie Fujifilm Instax Mini, pero fue rebautizada como película Mio. Ninguno de los productos de Fujifilm se vendió oficialmente en los Estados Unidos, aunque la película compatible con Polaroid estaba disponible a través de algunos grandes proveedores fotográficos. Con el anuncio de 2008 de Polaroid cesando la producción, las películas tipo Instax, empezaron a estar disponibles en todos los canales de distribución.

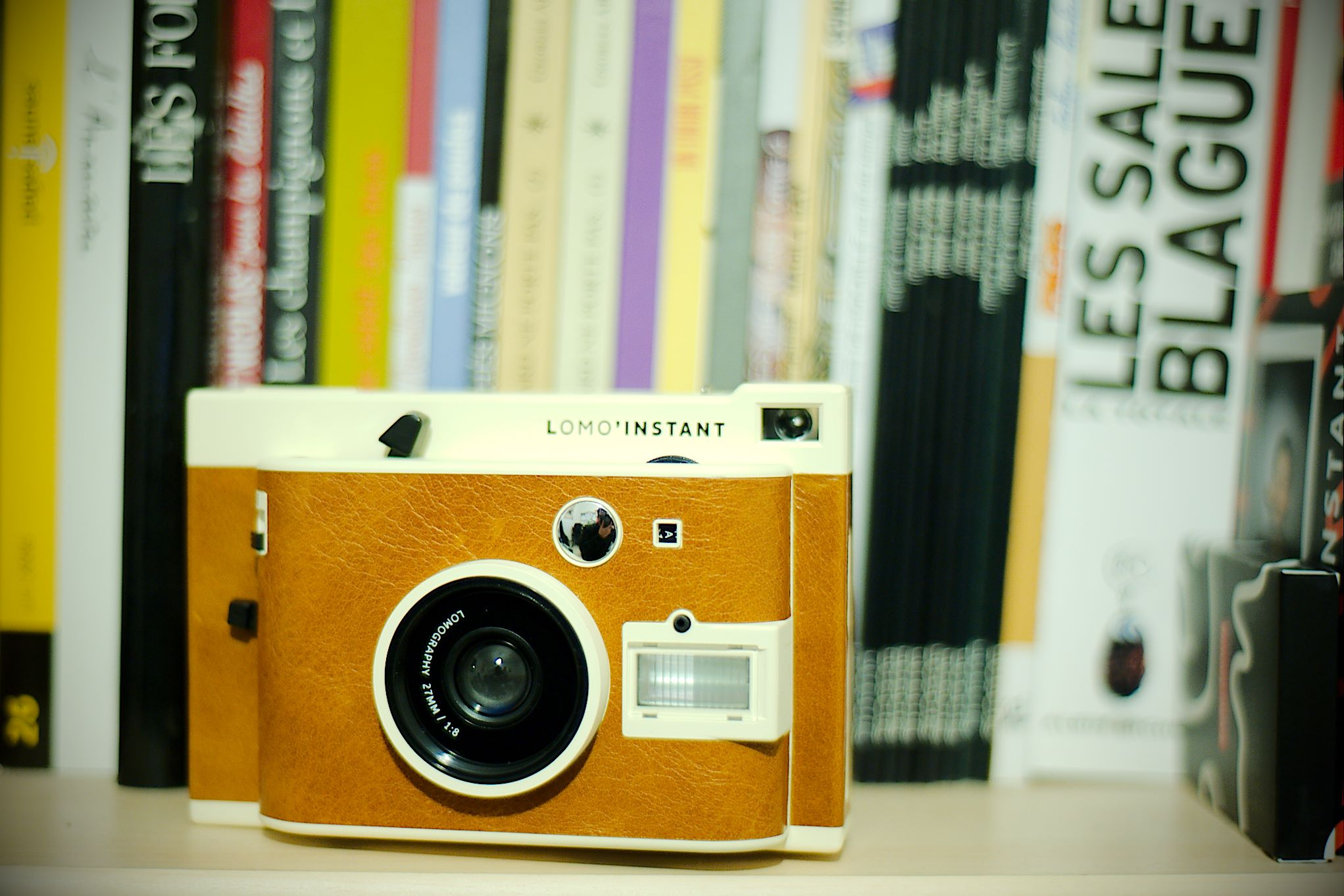
Lomo'Instant de Lomography

### Lomography
El año 2014, Lomography financió la creación de una nueva cámara instantánea, la Lomo'Instant, con más de 1,000,000 USD en un Kickstarter. Al igual que las cámaras Fujifilm Instax, Lomo'Instant usa la película Instax Mini.
El año siguiente, la compañía lanzó la Lomo'Instant Wide, una variante de la Lomo'Instant original que hace fotos más grandes utilizando la película Instax Wide de Fujifilm. Estas imágenes son más parecidas a la película Polaroid original.
En verano de 2016, Lomography anunció el desarrollo de una nueva cámara instantánea. Conocida como Lomo'Instant Automat, Lomography la describe como "la cámara instantánea automática más avanzada".

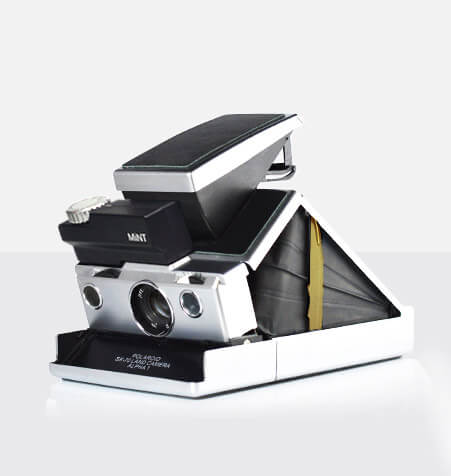
The Ultimate Flagship SLR670-

### MiNT Cámara
El año 2015, MiNT Camera lanzó la InstantFlex TL70, una cámara instantánea reflex de doble objetivo con la película de Fuji Instax Mini en vez de la película SX-70.
En 2016, lanzó la Ultimate Flagship SLR670-S, con el aspecto de una Polaroid SX-70, pero con un sistema ISO 640.

### Polaroid Originals
Cómo se ha señalado anteriormente, Polaroid Originals (anteriormente llamada Imposible Project) fabrica película instantánea para cámaras Polaroid. En la primavera de 2016, Imposible Project lanzó su propia cámara instantánea, la Imposible I-1 que utiliza las películas de tipo I de la compañía. En septiembre de 2017, la compañía Polaroid Originals, anunció la Polaroid OneStep 2 que también utiliza las películas de tipo 600 e I-Type.

## Uso

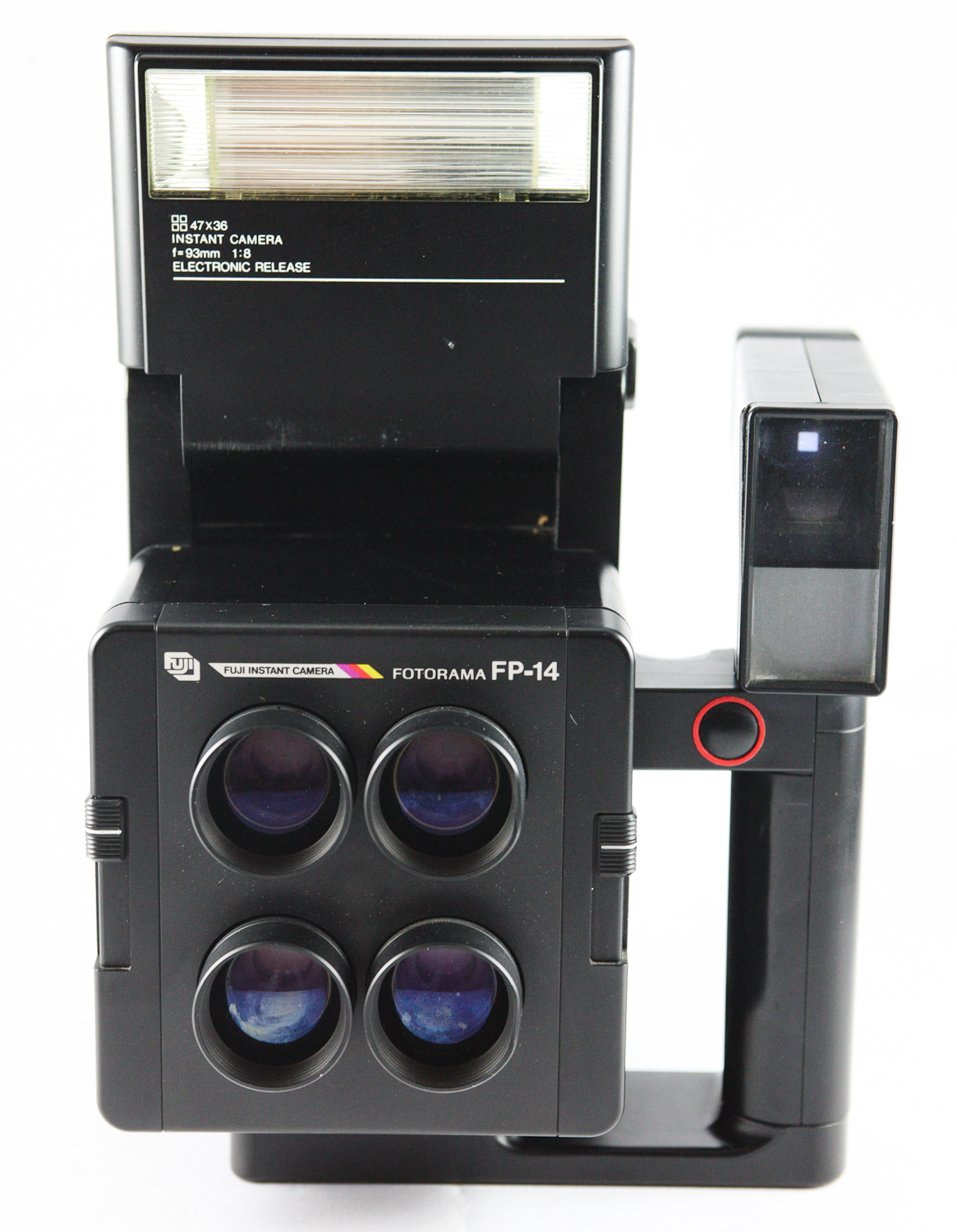
Fujifilm FP-14, una cámara para pasaporte que generaba cuatro fotos del mismo sujeto simultáneamente

Las cámaras instantáneas han tenido muchos usos a lo largo de su historia. El propósito original de las cámaras instantáneas fue motivado por la pregunta que Jennifer Land hizo a su padre (Edwin Land): "Por qué no puedo verlas ahora (las fotografías)?" Muchas personas disfrutan de ver sus fotos al poco de tomarlas, cosa que les permite volver a hacer la foto si no ha salido bien. Aun así, las cámaras instantáneas también resultaron ser útiles para otras finalidades como por ejemplo hacer fotografías para las tarjetas de identificación, fotografías de pasaportes, fotografías de ultrasonidos y otros usos que requieren una foto instantánea. También fueron utilizadas por agentes de policía e investigadores de incendios debido a su capacidad de captar una imagen instantánea inalterable. Los fotógrafos profesionales de medio y gran formato también han utilizado las cámaras instantáneas de mayor tamaño para poder previsualizar la iluminación antes de tomar la foto de formato mediano y / o medio más costoso. La película instantánea también se ha utilizado de manera similar en el arte popular ("folk art"), incluyendo la manipulación retoque imagen/emulsión al transferir la imagen.
Los supervisores de secuencia en la producción de las películas utilizaban cámaras instantáneas de manera estándar para ayudar a la continuidad visual fotografiando personajes o conjuntos, haciendo fotosa las cuales se podrían referir instantáneamente cuando se tenía que reiniciar y filmar una determinada configuración o carácter, o recuperarla más tarde debido a la no programación lineal del rodaje de una producción de películas o de televisión (es decir, una película es raramente filmada en el orden cronológico de la narración de la película debido al tiempo, la ubicación o a restricciones financieras). -Los supervisores de secuencia ya no utilizan cámaras instantáneas puesto que hacen uso de la tecnología digital.
Con la llegada de la fotografía digital, gran parte del atractivo y las ventajas de la cámara instantánea se ha transferido a las cámaras digitales. Las cámaras fotográficas de pasaporte han pasado al digital con impresión por Dye sublimation, relegando las cámaras instantáneas a un nicho más pequeño de mercado.

## Toma de una fotografía instantánea

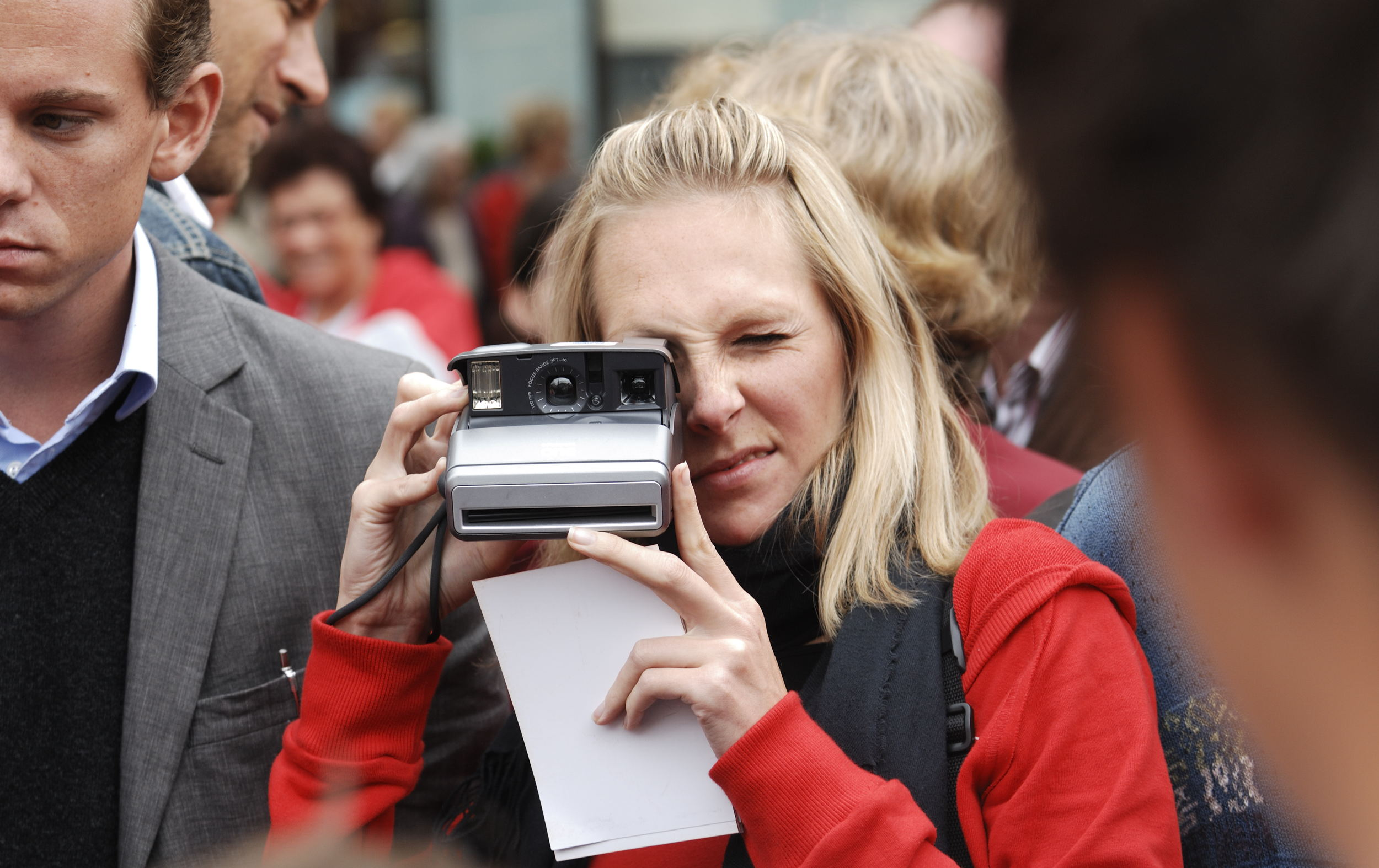
Utilizando una cámara instantánea

La idea original de Edwin Land de una fotografía instantánea era la de crear un sistema fotográfico que fuera sencillo de usar para cualquier persona. Las primeras cámaras de película en carrete requerían que el fotógrafo utilizara un fotómetro para medir el nivel de luz, seleccionara la exposición en la lente, y una vez se había enfocado y enmarcado el objeto, se tomaba la foto. El fotógrafo deslizaba el disparador y pasaba la pestaña grande a la parte posterior de la cámara para copiar el negativo sobre el positivo, a través unos rodillos que esparcían el revelador. Después de esperar el revelado de la imagen en el interior de la cámara, el tiempo necesario, el fotógrafo abría la puerta pequeña de la cámara y despegaba el positivo del negativo. Para evitar que desapareciera, el positivo en blanco y negro recién generado tenía que revestirse con un agente de fijación, un procedimiento potencialmente desordenado que condujo al desarrollo de la película de paquete instantáneo sin recubrimiento.
La mayoría de cámaras de película de carrete estaban equipadas con exposición automática, pero todavía tenían enfoque manual y se necesitaba un flash para fotos en interiores, con película de color . El revelado de la película obligaba al fotógrafo a sacar dos pestañas, la segunda pestaña con el "sandwich" positivo/negativo de la cámara, que se revelaba fuera de la cámara. Si la temperatura era inferior a 15 °C (60 °F), se introducía el "sandwich" positivo/negativo entre dos placas de aluminio y se colocaba en el bolsillo del usuario o bajo el brazo para mantenerlo caliente durante el revelado. Después del tiempo requerido (15 segundos a 2 minutos), el positivo (con la imagen latente) se separaba del negativo.
Las cámaras de película integrales, como por ejemplo las cámaras SX-70, 600, Spectra y Captiva, hicieron un largo camino para lograr el objetivo de Edwin Land de crear un proceso sin fisuras en la producción de fotos instantáneas. El fotógrafo solo apuntaba la cámara al objeto, lo encuadraba y tomaba la foto. La cámara y la película hacían el resto, incluyendo el ajuste de la exposición, del enfoque (solo los modelos autofocus Sonar), utilizando un flash si hacía falta (serie 600) y expulsando la película, que quedaba revelada sin intervención del fotógrafo.

## Andy Warhol[13]y la fotografía instantánea
La cámara instantánea SX-70 (1972-1981) no solo revolucionó el mercado fotográfico, sino que también influyó en el arte y la forma de hacer fotografías. Muchos fotógrafos empezaron a ver las Polaroid como un lienzo inacabado que necesitaba un toque personal y, a pesar de que algunos ya retocaban sus fotografías instantáneas antes de la aparición de la SX-70, fue a partir de la aparición de esta que el artista tuvo interés en dar este toque más personal y en experimentar con las fotografías, y es que la película de esta cámara permitía modificar, rascar y distorsionar la emulsión, dando como resultado una imagen con variados efectos.
El artista Lucas Samaras, por ejemplo, fue de los primeros en modificar las imágenes tomadas con la Polaroid SX-70 mediante la "transferencia Polaroid". Así, desarrolló la serie "autoentrevistas", un conjunto de autorretratos en los cuales él mismo ocupa el lugar de un modelo en diferentes circunstancias.
John Reuter, el director del estudio 20×24 de Polaroid, fue otro de los grandes expertos en transfers de Polaroid, y durante años experimentó con las fotografías instantáneas.
Andy Warhol, por su parte, también hizo usó cámaras instantáneas. La realidad es que Warhol empezó a tomar fotografías instantáneas para utilizarlas como esbozos de sus populares litografías. A pesar de ello, su peculiar visión y el paso del tiempo han convertido estas Poraloid en fotografías muy famosas e interesantes desde el punto de vista artístico, y se han llegado a convertir en objetos de culto para coleccionistas y seguidores de Warhol. Además, también forman parte del pop-art o de la cultura pop.
La mayoría de estas fotografías son retratos de figuras famosas de la época (años 70 y 80) que posan ante el objetivo del artista, a pesar de que también encontramos retratos de personas anónimas, elementos de la vida cotidiana, alimentos o animales, e incluso algunos autorretratos o 'selfies'. Entre las celebridades, podemos encontrar personas como Mick Jagger, John Lennon, Yoko Ono, OJ Simpson, Jimmy Carter, Truman Capote, Grace Jones, Arnold Schwarzenegger, Alfred Hitchcock, Dennis Hopper, Farrah Fawcett, Cassius Clay, Sylvester Stallone, Liza Minnelli , John McEnroe, Johnny Cash o Jim Morrison. Estas fotografías se expusieron por primera vez en el Museo Nasher de la Universidad Duke en 2010, en una exhibición de más de 250 imágenes.
Así pues, Warhol hacía fotografías instantáneas (o las mandaba hacer a sus asistentes) para crear posteriormente sus litografías. Estas imágenes las hacía con un tipo de cámara Polaroid especial (Polaroid Big Shot) que la marca decidió mantener en producción exclusivamente para satisfacer al artista. Su aproximación fotográfica a la pintura y su visión personal de la fotografía instantánea influyeron en su fotografía artística posterior.
A pesar de que Warhol siempre proclamó su amor por la fotografía, su trabajo fotográfico es una de sus facetas menos exploradas, y estas Polaroid no salen a la luz frecuentemente, pero, son un vistazo más a la carrera de uno de los artistas más relevantes del siglo XX.

## Patentes
- Patente USPTO n.º 1559795 en (inglés)
- Patente USPTO n.º 2435720 – Apparatus for exposing and processing photographic film'